# El circo
El circo és una pel·lícula de comèdia mexicana de 1943 dirigida per Miguel M. Delgado i protagonitzada per Cantinflas i Gloria Lynch. Està doblada al català.

## Argument
Un sabater s'uneix a un circ i s'enamora de la filla del propietari.

## Repartiment
- Cantinflas com Cantinflas
- Gloria Lynch com Rosalinda
- Shilinsky com mestre de cerimònies
- Eduardo Arozamena com el Coronel

## Producció
El circo va ser produït per Posa Films. La pel·lícula va celebrar la seva estrena a Mèxic l'11 de març de 1943. L'actor de Hollywood Leonid Kinskey va tenir un cameo en la pel·lícula perquè estava a Mèxic en aquell moment per a filmar la versió en anglès de Cinco fueron escogidos.